# Amen (Francesco Gabbani)
Pour les articles homonymes, voir Amen (homonymie).
Singles de Francesco Gabbani
Clandestino
(2013) Eternamente ora
(2016)
Amen est un single du chanteur italien Francesco Gabbani, extrait de l'album studio Eternamente ora sorti en 2015. Il se retrouve aussi sur la version internationale de l'album Magellan sorti en 2017.
Le titre a remporté le Festival de Sanremo 2016, dans la catégorie des "Nuove Proposte" ("Nouvelles Propositions").
Amen a également reçu le Prix de la Critique du festival de Sanremo Mia-Martini dans cette même catégorie, tandis que son auteur Fabio Ilacqua, a remporté le Prix du meilleur texte Sergio Bardotti, attribué par un jury d'experts.

## Clip
Le clip vidéo de la chanson a été publié le 1er décembre 2015, sur la chaîne YouTube de Francesco Gabbani, atteignant après un peu plus d'un an, les 10 millions de vues. Il a été tourné dans les carrières de marbre de Carrare, ville d'origine du chanteur.

## Pistes
| 1. | Amen | 3:16 |

## Classement
| Classement (2016) | Meilleure position |
| ----------------- | ------------------ |
| Italie (FIMI)     | 14e                |

## Certifications
| Année | Ventes | Certification         |
| ----- | ------ | --------------------- |
| 2016  | 25 000 | Or Italie (FIMI)      |
| 2016  | 50 000 | Platine Italie (FIMI) |